# الکساندر سربروف
الکساندر آلکساندروویچ سربروف (به انگلیسی: Aleksandr Serebrov) (زاده  ۱۵ فوریهٔ ۱۹۴۴ مسکو- درگذشته  ۱۲ نوامبر ۲۰۱۳) فضانورد اهل اتحاد شوروی. وی در مأموریت سایوز تی-۷، سایوز تی-۸، سایوز تی‌ام-۸، سایوز تی‌ام-۱۷ حضور داشته است.